# 蒂普之虎

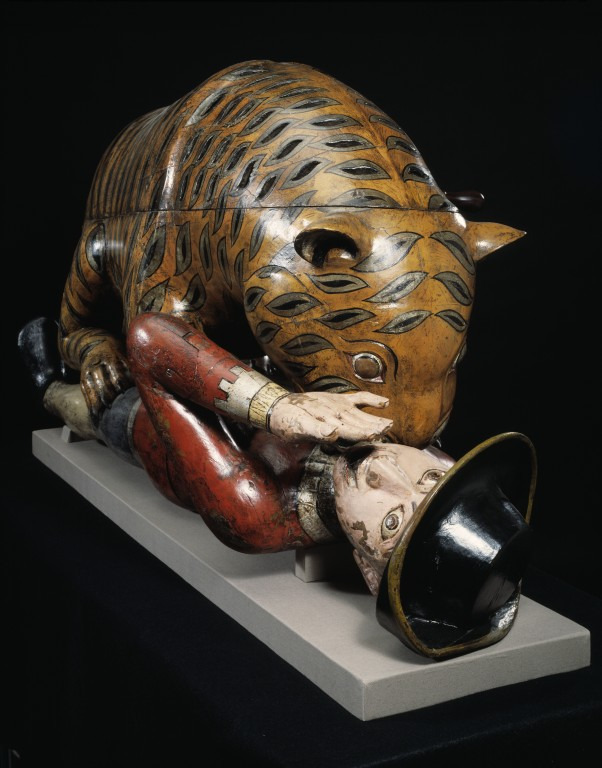
蒂普之虎，今典藏於维多利亚和阿尔伯特博物馆。

蒂普之虎（英語：Tipu's Tiger）是指一座18世紀由邁索爾王國（今印度西南部卡納塔克邦）統治者蒂普苏丹設計的自動機。這個裝置由木製構成，外表雕刻並上色，呈現一隻老虎正撕咬一名幾乎等身大的歐洲男子。裝置內部的機械結構內令男子的一隻手能夠移動，並模擬出哀嚎聲，而老虎則會發出咆哮聲。此外，老虎一側還設有一個可打開的蓋板，露出一個擁有18個鍵的小型管風琴鍵盤。
這件裝置最初置放於蒂普蘇丹木宮中，體現了蒂普對老虎的偏好，該動物也被視為蒂普的象徵，藉此表達了他對英国东印度公司的仇恨。1799年，東印度公司軍隊在攻陷塞林伽巴坦後，將這件裝置視為戰利品運回英國倫敦。當時的印度總督韋爾斯利勳爵（即後來的威靈頓公爵）最初計劃將其展示在倫敦塔。該裝置於1808年首次在倫敦東印度公司的辦公場所東印度大樓公開展出，之後於1880年轉移至维多利亚和阿尔伯特博物馆典藏。
目前蒂普之虎為該館「南印度帝國宮廷」場舍展覽的一部分。自從這件裝置抵達倫敦以來，蒂普之虎一直是該博物館的熱門展品。

## 背景

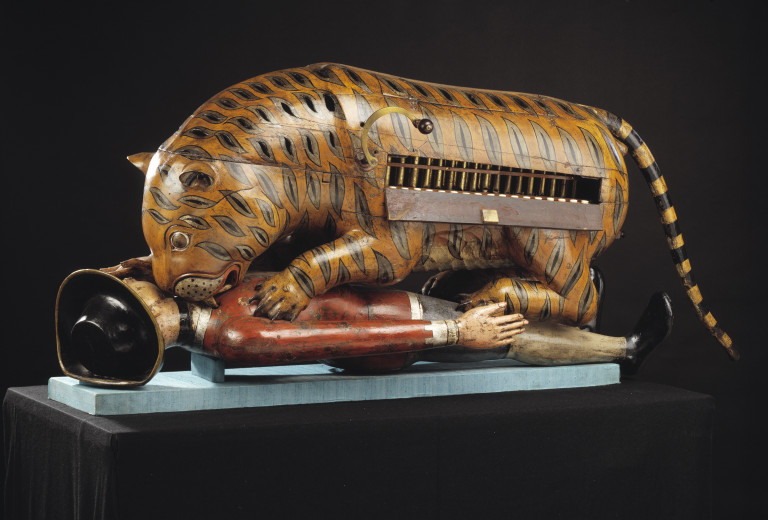
蒂普之虎的另一側，可見風琴部位。

是為邁索爾王國的統治者蒂普苏丹於1795年前後製作的一個自動裝置。。這件裝置的製作地位於現今的印度卡納塔克邦。蒂普·蘇丹有系統地將老虎作為他的個人象徵，並廣泛應用於武器、士兵制服以及宮殿的裝飾之中。他的寶座下方則支撐著一隻幾乎等身大、並覆蓋著黃金的木製老虎，與其他貴重財寶一樣，這隻蒂普之虎在1799年被英軍奪取成為戰利品的一部分，並被拆解後運往英國。
蒂普的權力來源繼承其父親海德尔·阿里。海德爾·阿里原為一名穆斯林士兵，在印度教沃沃迪亞爾王朝統治期間逐步崛起，並成為邁索爾王國的實際統治者。作為總司令的海德爾起初試圖與英國聯合對抗馬拉地人，但隨後因英國成為其擴張邁索爾王國的主要障礙而轉變立場，成為英國的堅定敵人。在這種環境下，蒂普從小便受到了強烈反英情緒的影響，並對英國懷有深刻的敵意。
便此，蒂普之虎屬於蒂普訂製的一系列大型諷刺性圖像的一部分，這些圖像主要描繪歐洲人，特別是英國人被老虎或大象攻擊、處決、折磨、羞辱及其他方式的攻擊。這些圖像中的許多都被繪製在蒂普·蘇丹首都什里伦格伯德讷主要街道的房屋外牆上。蒂普·蘇丹亦法國保持著密切合作，當時法國正與英國交戰，並且仍然在南印度擁有影響力。一些訪問蒂普宮廷的法國工匠也可能參與了這隻自動裝置內部機械的製作。

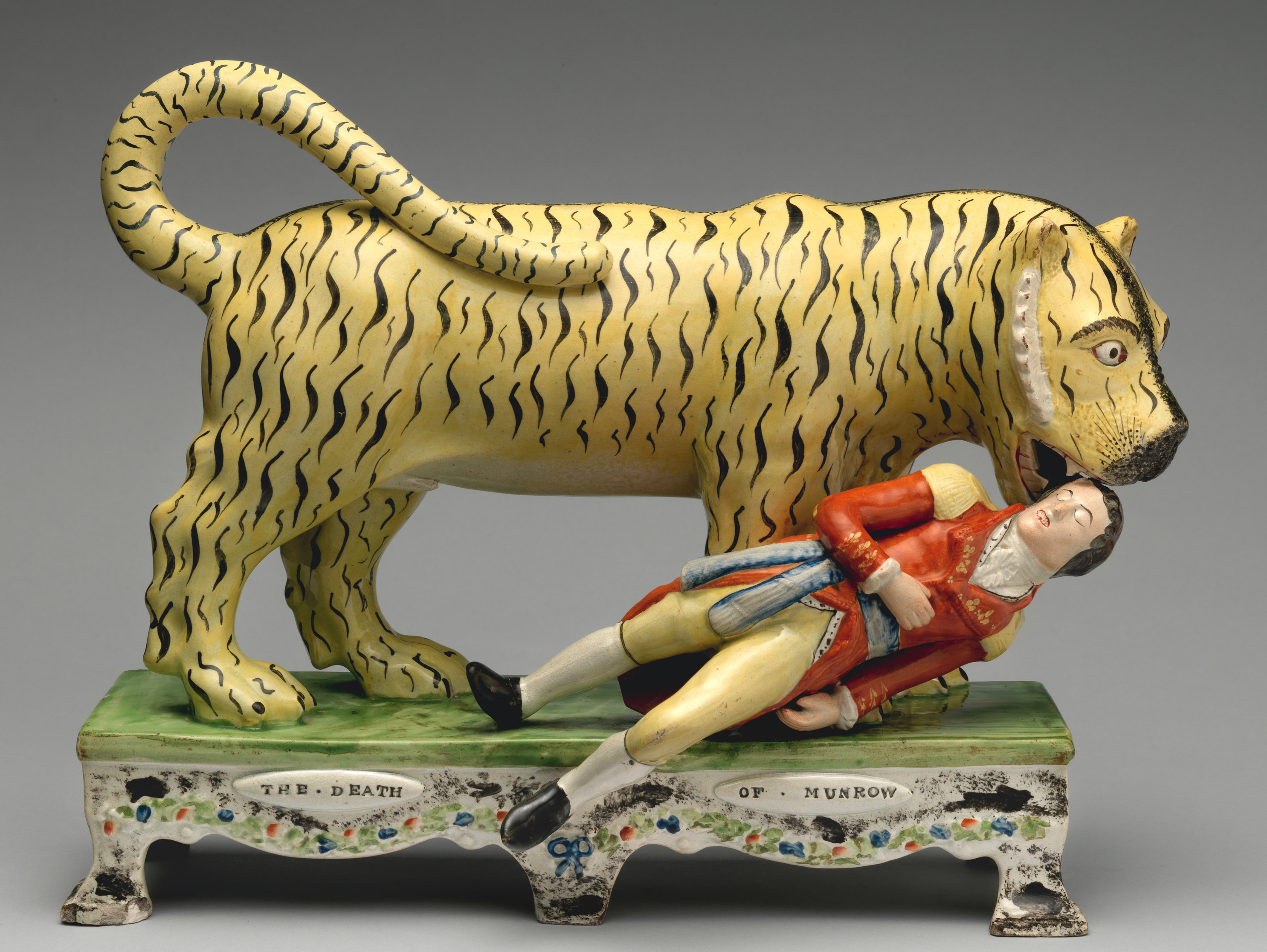
「蒙羅之死」是一尊約1820年製作的斯塔福德郡陶瓷雕像，描繪了一隻老虎撕咬赫克托‧薩瑟蘭‧蒙羅的場景，他是赫克托·蒙羅爵士將軍的私生子。

據稱，蒂普之虎的設計靈感可能源自1792年赫克托·蒙羅爵士將軍之子的死亡事件。赫克托·蒙羅將軍曾於1781年帕朗格伊佩泰的波托諾沃戰役中指揮一個師團，當時艾爾·庫特爵士在該戰役中取得勝利，蒂普·蘇丹的父親海德爾·阿里則被擊敗，損失了約1萬名士兵。 而蒙羅爵士的兒子赫克托‧薩瑟蘭‧蒙羅 (Hector Sutherland Munro)則是一名年僅17歲的東印度公司學員，1792年12月22日，他在前往馬德拉斯的途中，與幾名同伴在孟加拉灣的索戈爾島打獵時遭到老虎襲擊並喪生。
然而，類似的場景早在這一事件發生的五年前，即1787年至1788年期間，就已經被刻畫在為蒂普製作的一把槍的銀製裝飾上。1820年代，蒙羅之子事件相關的主題仍然受到關注，大都會藝術博物館收藏了該斯塔福德郡陶瓷雕像的「蒙羅之死」陶瓷雕像，該題材的流行也部分歸因於蒂普之虎在倫敦展出時所引起的大眾興趣。

## 描述

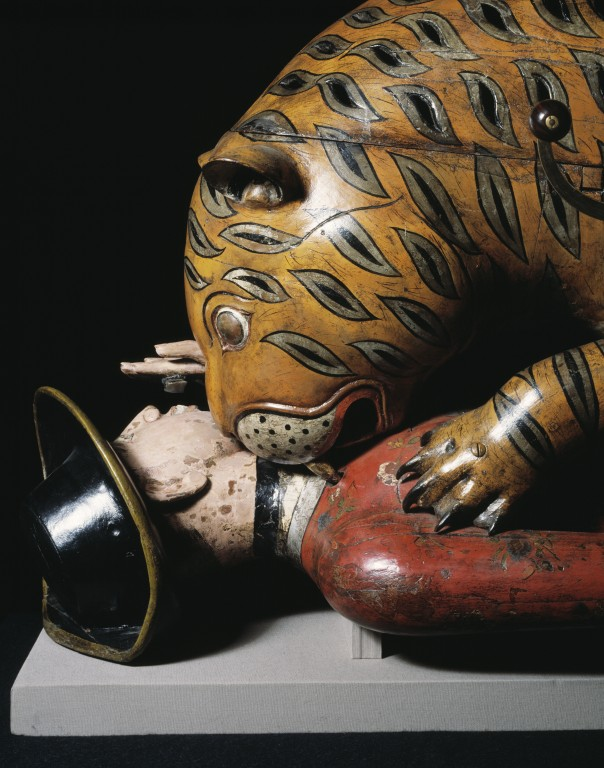
蒂普之虎及歐洲人模型的頭部細節。

蒂普之虎因被視為印度早期音樂自動裝置的罕見範例而備受矚目，並且其專門為邁索爾王國的統治者蒂普而製作，進一步提升了價值性。
這件裝置的尺寸為高度71.2厘米（約28.0英寸）、長度172厘米（約68英寸），其人物部分的尺寸接近真人大小。 該物件的彩繪木製外殼可能受到南印度印度教宗教雕塑傳統的影響，這使得它在視覺上具有濃厚的地域特色。外殼厚約半英寸，經歷過第二次世界大战期間的空襲損壞後，內部結構得到了顯著加固。在老虎頭部的一側，有多個形狀與內部繪製的虎紋相匹配的開口，這些開口設計旨在更好地讓內部的管道聲音傳出。 此外，老虎明顯被塑造成一隻雄性，這在設計上也有所體現。老虎的上半部分可以通過卸下四顆螺絲打開，以便檢查內部的機械結構，而人物雕像的結構則相似，但木材使用更厚實。
裝置中的人物身著典型的歐洲服飾，但關於這位人物的身份，無論是士兵還是平民，歷史學界至今仍存有爭議。維多利亞與阿爾伯特博物館網站上的描述選擇避免具體指明人物身份，僅將其簡單描述為“歐洲人”。
蒂普之虎內部包含多個可通過曲柄把手操作的機械裝置。當曲柄啟動時，一組風箱會通過管子向人物的喉嚨排出空氣，模擬出受害者的痛苦哀嚎聲，該聲音由管子開口處於人物的嘴部發出。同時，一個機械連桿使人物的左臂上下移動，這一動作會改變“哀嚎管”的音高。此外，老虎頭部內部的另一個機構通過一根單管發出具有兩個音調的規律咕嚕聲，模擬老虎的吼叫聲。老虎體側的隱蔽翻板後面藏有一個象牙製鍵盤，這是一個能夠演奏曲調的二檔風琴。
根據外殼和內部機械的風格，以及對原始銅管風琴金屬成分的分析，顯示這隻老虎應該是在當地製造的。然而，由於蒂普·蘇丹宮廷中曾有法國工匠和法國軍隊工程師的存在，許多歷史學家推測，這個自動裝置的機械部分可能受到法國技術的影響或直接由法國工匠協助完成。

## 歷史

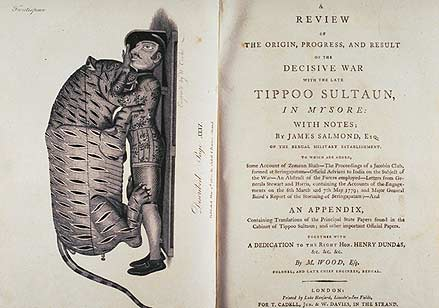
詹姆斯·薩爾蒙德在1800年出版的書籍中首度公開的蒂普之虎圖像。

蒂普之虎是1799年5月4日第四次英國-邁索爾戰爭中的一件著名戰利品。在錫蘭加帕塔姆的決戰中，邁索爾王國首都陷落，蒂普蘇丹陣亡，這件機械裝置便是當時從他的宮殿中掠奪出來的眾多寶物之一。東印度公司總督第一代韋爾斯利侯爵理查德·韋爾斯利的侍從官在戰後撰寫的備忘錄中詳細描述了這件物品的發現過程：
在一個放置樂器的房間中，發現了一件極為引人注目的物品，這再次證明了蒂普蘇丹對英國的深仇大恨和極度厭惡。這件機械作品呈現了一隻皇家老虎正在吞食一位躺倒在地的歐洲人。老虎的身體內部設有一些模仿管風琴的機械裝置，當風琴演奏時，能發出模擬陷入困境者的呼喊聲和老虎的咆哮聲。這項機械設計非常巧妙，演奏過程中，歐洲人的手會隨之抬起，表現出他無助而可悲的狀態。據了解，這整個裝置是按照蒂普蘇丹的命令製作完成的。鑑於其象徵意義，這件代表蒂普蘇丹傲慢與殘忍的紀念品應當在倫敦塔中佔有一席之地。
蒂普之虎的最早公開繪圖出現在詹姆斯·薩爾蒙德撰寫的《邁索爾最近決定性戰爭的起源、進程和結果回顧，附註釋》（1800年倫敦出版）一書中，該書的卷首插圖即描繪了這個機械裝置的樣貌。這幅插圖的製作早於該展品從印度運往英國的時間，書中還附有一篇單獨的序言，題為「卷首插圖的描述」，其中說道：
這幅繪圖取材自一件機械作品，該作品呈現了一隻皇家老虎正在吞食一位倒地的歐洲人。老虎體內設有模仿風琴的管子和一排自然音符的鍵盤，風琴發出的聲音旨在模仿受困者的哭喊聲，夾雜著老虎的咆哮聲。這台機械裝置的設計非常巧妙，演奏時歐洲人的手會頻繁抬起，表達他無助和可悲的狀態。
這個裝置的大小與真人相當，是蒂普蘇丹下令製作的，他經常以這種象徵性的凱旋景象自娛，表現科達達德（Khodadad、邁索爾王國的別稱）對英國政權的勝利。該機械裝置是在錫蘭加帕塔姆宮殿的一個專門放置樂器的房間中被發現的，該房間被稱為拉格·梅哈爾（Rag Mehal）。

原始的木製雕像即源自這幅繪圖，並將由當季船隻運往英國，作為對國王的獻禮。這件象徵蒂普·蘇丹對英國民族兇猛敵意的作品，可能應當在倫敦塔中佔有一席之地。

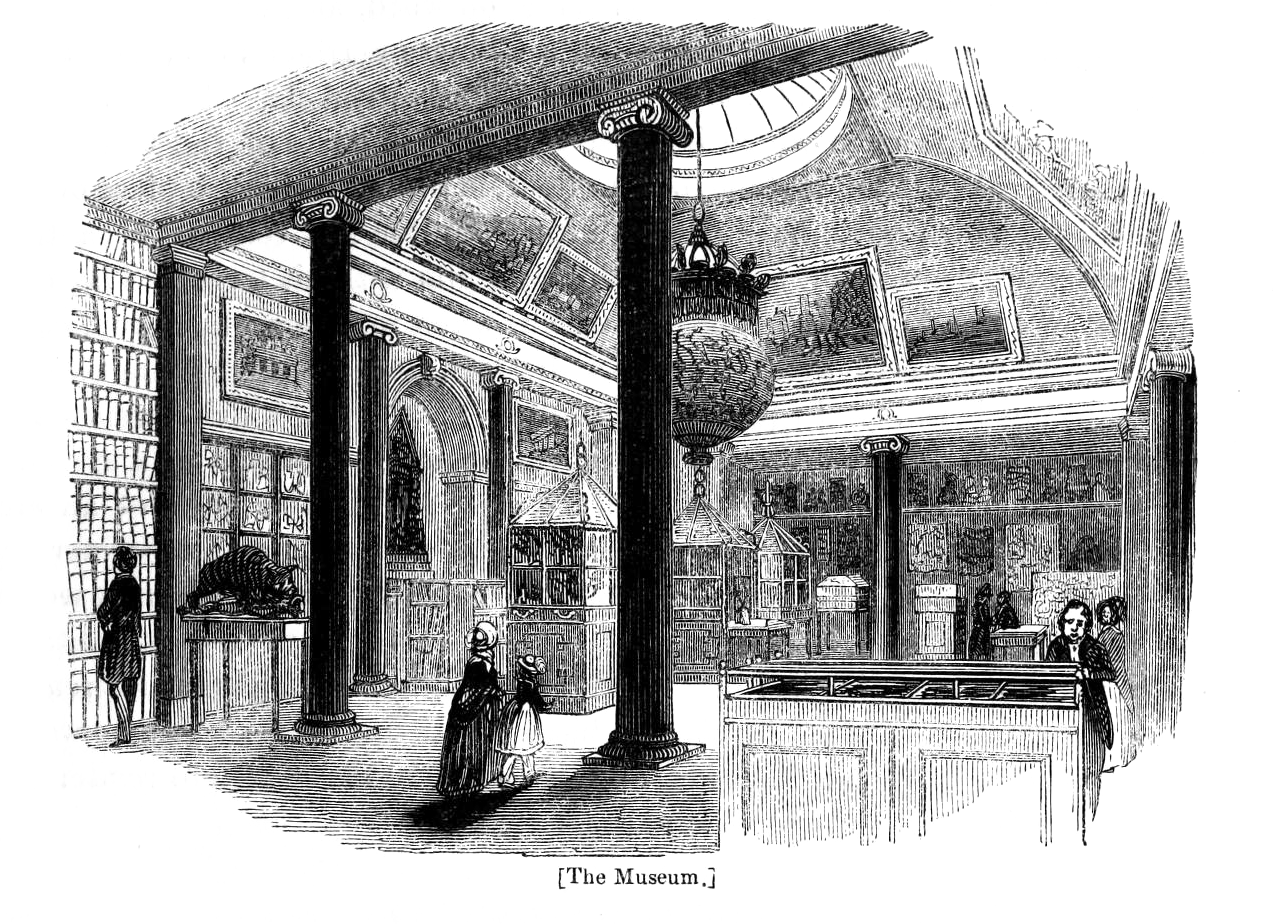
描繪利登霍爾街東印度公司博物館內部展覽的版畫。蒂普之虎位於畫面左側

與蒂普蘇丹的寶座及宮殿中的許多其他寶物不同，蒂普之虎本身的材料並無內在價值。然而，由於其獨特的設計和強烈的象徵意義，這件裝置得以保存並完整無損地運回英國。起初，東印度公司的總督們打算將其呈獻給王室，希望它能在倫敦塔展出，但後來決定將其保留在公司內部展示。在保存於倉庫一段時間後，裝置於1808年7月開始在倫敦利德賀街的東印度大樓博物館和圖書館的閱覽室中公開展出。在此期間，英方人員可能對裝置進行過一次「從音樂角度來看，是誤導且完全不合理的改進嘗試」。
在19世紀中葉，蒂普之虎很快就成為該博物館非常受歡迎的展覽品，參觀者可以隨意轉動這台裝置的曲柄，使裝置其發出模仿受害者痛苦呼喊和老虎咆哮的聲音。朱利安·巴恩斯曾寫道，1851年，法國作家古斯塔夫·福樓拜來到倫敦參觀萬國博覽會時，儘管他對水晶宮的展品興趣不大，但當他來到東印度公司博物館時，卻蒂普之虎表現出了極大的興趣。然而實在了1843年，有報導稱這台機械或風琴已經嚴重失修，無法完全滿足遊客的期望。最終，控制聲音的曲柄消失了，反倒令在老虎展示室工作的學生們鬆了一口氣。《雅典娜神廟雜誌》曾報導說：
那些尖叫聲和咆哮聲曾長期困擾著在舊印度之家圖書館工作的學生們，當時利德賀街的公眾似乎對讓這台野蠻的機械繼續表演持續熱衷。幸運的是，命運奪走了它的曲柄，並且我們很高興地看到，老虎的某些內部器官似乎也被堵住了……我們真誠希望它將保持這樣，被觀看和欣賞（如果有必要），但不再發出聲音。
1858年，當東印度公司被英國王室接管後，蒂普之虎被存放在白廳白廳法夫宮，直到1868年搬遷至附近的新印度事务部，該建築如今仍由外交和聯邦事務部部分使用。1874年，老虎被轉移到位於南肯辛頓的印度博物館。隨著印度博物館於1879年解散，館藏被分配至其他博物館，蒂普之虎最終在1880年典藏於維多利亞與阿爾伯特博物館，在第二次世界大戰期間，蒂普之虎因納粹德國的空襲而嚴重受損，博物館的屋頂被炸塌，導致蒂普之虎的木殼被摔成數百片。戰後，蒂普之虎的碎片被小心拼合重組，並於1947年重新展出。1955年，該裝置在紐約現代藝術博物館（MoMA）短暫展出，展期為春季和夏季。
近年來，蒂普之虎已成為探討東西方文明交流、殖民主義與種族歷史等主題的博物館展覽中的重要部分。2004年秋季，維多利亞與阿爾伯特博物館舉辦了一場名為「相遇：亞洲與歐洲的相逢，1500-1800」的展覽，將蒂普之虎作為展覽的核心之一。1995年，蘇格蘭舉行了一場名為「老虎與薊花」的雙百年紀念展覽，探討蒂普蘇丹與蘇格蘭的關係。由於原件過於脆弱無法運至蘇格蘭展出，展覽中展示了由德里克·弗里伯恩製作的全尺寸玻璃纖維複製品。這件複製品是在1986年為「進取的蘇格蘭人」展覽而製作的，該展覽是為了紀念1985年10月蘇格蘭皇家博物館和蘇格蘭國家古物博物館合併蘇格蘭國家博物館後所策劃的特展。
至今，蒂普之虎是維多利亞與阿爾伯特博物館中最著名的展品之一。這一展品已成為學校兒童參觀該博物館的必看亮點，同時成為該館的標誌象徵，頻繁出現在各類紀念品中，如明信片、模型套件和毛絨玩具等。由於裝置現在被保存在玻璃櫃中，參觀者已無法操作其機械裝置。
此外，在班加羅爾已經規劃成觀光景點的蒂普·蘇丹木宮中也展示一個蒂普之虎的小型模型。儘管與蒂普蘇丹相關的其他物品，包括他的劍後被億萬富翁維傑·馬爾雅購回並帶回印度，但蒂普之虎尚未成為印度政府官方遣返請求的對象。這可能是因為蒂普蘇丹在印度人眼中的形象存在爭議；他在某些人眼中是個可憎之物，而在另一些人眼中則被視為英雄

## 象徵地位

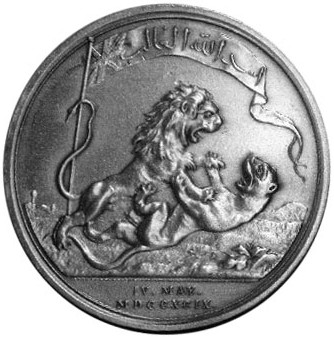
1808 年的格阿帕特塔納獎章描繪了代表著「英國」的獅子戰勝了趴著的老虎。

蒂普·蘇丹以老虎自我認同，其稱號「邁索爾之虎」廣為人知。他的士兵穿著帶有虎紋的外套，個人象徵也通過書法巧妙地表現出虎的形象。老虎的圖案在他的寶座和其他個人物品上均有出現，包括蒂普之虎。 據約瑟夫·斯拉姆克（Joseph Sramek）所述，這隻撲倒歐洲人的老虎象徵了蒂普·蘇丹對英國的象徵性勝利。
在英國殖民統治下，獵捕老虎成為英國統治者的一種象徵性行為，既模仿了莫卧儿帝国和其他當地精英的「皇家」狩獵活動，也作為對蒂普蘇丹和其他反抗者的象徵性打擊。這一象徵主題也體現在「塞林加帕坦獎章」上，該獎章頒發給參加1799年戰役的英國人員，獎章上描繪了英國獅子戰勝倒下的老虎，這頭老虎象徵蒂普蘇丹的統治。這些獎章分為不同等級，金獎章頒給最高階級人員，銀獎章授予野戰軍官和其他尊貴人員，銅獎章和錫獎章則分別頒給低階軍官和士兵。獎章的背面浮雕展示了攻陷堡壘的場景，而正面則展現了獅子戰勝老虎的圖像，並刻有「ASAD ULLAH GHALIB」（意為「神之獅是征服者」）的字句。

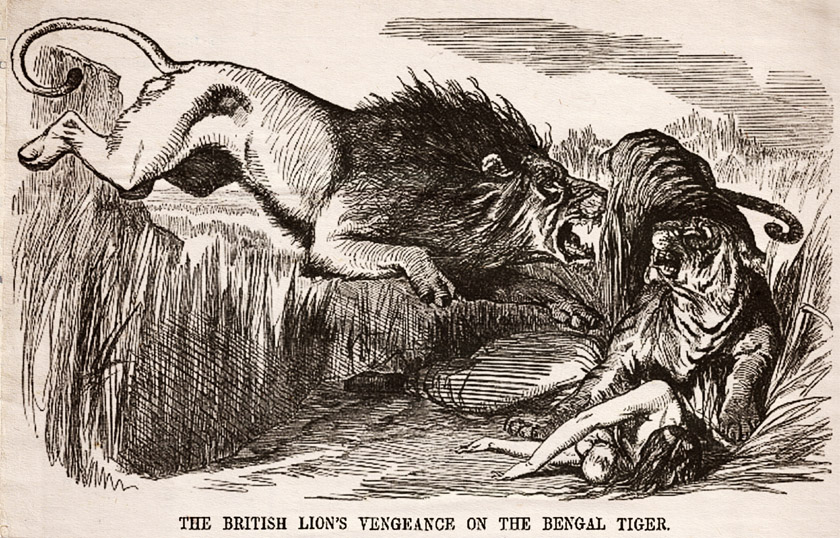
《笨拙雜誌》雜誌發表了一幅名為《英國獅對孟加拉虎的復仇》的諷刺漫畫，將印度反叛者比作一隻被英國獅子擊敗的老虎。

蒂普之虎在19世紀的英國被廣泛展出時，這一裝置的形象被英國人採用並重新詮釋。當時的英國觀眾將蒂普之虎視為殖民勝利的戰利品，並視其為對英國統治的象徵性辯護。蒂普之虎與其他印度戰利品，如蒂普蘇丹的劍、兰季德·辛格的王座、坦蒂亞·托普的庫爾達和巴拉吉·巴吉·拉奧的黃銅檳榔盒，一同在展覽中被稱為「兵變紀念品。根據某些觀點，蒂普之虎在南肯辛頓的展示，旨在提醒訪客英國帝國對「野蠻土地」所施加的「贵族义务」，而蒂普·蘇丹正是這些土地的君主。
此外，蒂普之虎還被認為具有象徵意義，因為它具象化了一隻老虎殺死歐洲人的場景，這在當時的英國具有重要意涵。自1820年起，這一主題被納入斯塔福德郡陶瓷雕像的劇目，展現了孟羅之死的場景 。英屬印度的捕虎行動不僅象徵了對印度的政治征服，也代表了對印度自然環境的掌控。這一圖像在1857年印度民族起义期間再次出現，《笨拙雜誌》雜誌發表了一幅政治漫畫，將印度反叛者描繪為與蒂普之虎相似的老虎，並最終被象徵英國軍隊的獅子擊敗。
有人認為，蒂普之虎間接促成了20世紀早期在西方形成的「沉睡的獅子」這一中國刻板印象。一項最新研究表明，這一刻板印象實際上源自中國關於老虎的報告【49】。文學史學家巴雷特·卡爾特（Barrett Kalter）認為，收集包括蒂普之虎在內的物品的動機有其深遠的社會和文化背景。他指出，蒂普·蘇丹收集西方和印度藝術品的行為，旨在展示其財富並合法化其對主要為印度教徒的臣民的統治。而對於東印度公司而言，收集來自印度的文獻、文物和藝術品，幫助形成了英國人心中對印度的征服觀念，即擁有這些文化物品代表著對這種文化的理解、支配和掌控。

## 樂器地位
1987年，亞瑟·W.J.G.·奧德-休姆（Arthur W.J.G. Ode-Hume）發表了一項詳細研究，對蒂普之虎的音樂及噪音功能進行了深入分析。他指出，自從這件樂器被帶到英國後，經歷了無數改造，這些改造導致了許多原始操作原理的破壞 。
蒂普之虎內部配有兩排音管，每排包含十八個音管，這些音管名義上為4英尺音高且為同音管，即每個音區的相應音管發出相同的音高。這種布局對於管風琴來說相當不尋常，雖然同時選擇這兩個音栓會產生更多的聲音，但音管之間會出現輕微的拍頻，從而創造出獨特的天簌音效。奧德-休姆認為，這種效果可能更多是調音上的意外，而非刻意設計。
蒂普之虎的咕嚕聲由位於老虎頭部的音管製造，而人類的哀嚎聲則由一個從老虎嘴部延伸出的音管製造，並與位於人胸部的獨立风箱相連。這些風箱可以通過拆卸和抬起老虎來進入。咕嚕聲的產生原理是通過齒輪逐漸抬高帶重量的「咕嚕管」，直到其滑落並撞擊固定的底板或儲氣槽，從而釋放空氣，形成咕嚕聲。目前，所有發聲功能都依靠手搖曲柄來驅動，但奧德-休姆認為，這在原始設計中可能並非如此。
這些發聲功能的改造包括由著名管風琴製造公司亨利·威利斯父子公司在數十年間進行的改動。亨利·威利斯三世於1950年代對老虎進行改造，並對維多利亞與阿爾伯特博物館的米爾德里德·阿徹（Mildred Archer）的專著做出貢獻。奧德-休姆對威利斯的改造工作通常持寬容態度，但對於蒂普之虎的其他不當改造則進行了嚴厲批評，這些「破壞行為」被認為是早期不知名的風琴製造者所為。1835年《便士雜誌》上有篇關於蒂普之虎發聲功能的詳細描述，作者顯然對「機械結構，特別是風琴」有一定了解。根據這篇文章及奧德-休姆的研究，他認為最初設計中的人類「哀嚎」聲是間歇性的，即在每次老虎發出大約十二次咕嚕聲後才會產生一次哀嚎聲。然而，在1835年之後的某個時期，該機制被改為連續哀嚎，並用更小、更弱的風箱替換了原有的哀嚎風箱，移動手臂的操作也進行了改動。
現今樂器中存在一些令人困惑的特徵，例如手柄的位置，當旋轉時可能會阻礙鍵盤的演奏。奧德-休姆根據1835年的記錄推斷，最初的手柄（這可能是19世紀英國的替代品，也可能是源自法國的原件）僅能控制咕嚕聲和哀嚎聲，而風琴則由拉動一條繩子或線來操作原有的風箱，這些風箱現在已被替換。鍵盤的大部分是原件，其結構並非傳統鍵盤的按鍵，而是並由帶有圓形車床製作頂部的「方形象牙按鈕」組成。儘管每個按鈕的機械功能「實用且方便」，但按鈕的間距使得「幾乎無法伸手彈奏八度音階」。按鈕上有小黑點標記，但這些標記的位置各異，似乎與產生的音符無關，並不符合任何已知的標記系統。此外，風琴的兩個音栓控制旋鈕的位置位於老虎睾丸的下方。目前，該樂器很少被演奏，但博物館曾多次錄製蒂普之虎表演的影像記錄。

## 流行文化

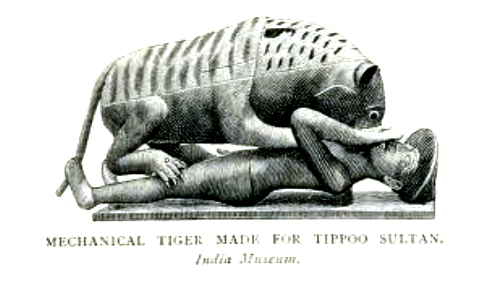
19世紀描繪蒂普之虎的插畫。

自19世紀以來，蒂普之虎激發了詩人、雕塑家、藝術家以及其他創作者的靈感。詩人約翰·濟慈曾在倫敦利登霍爾街的博物館見到這件機械裝置，並將其融入於1819年的諷刺詩作《帽子與鈴鐺》中。.在這首詩中，一名占卜者造訪了一位精靈帝王的宮廷，聽見一種奇怪的聲音，誤以為是帝王在打鼾。詩中提到：「侍從回答：『那微弱的嗡嗡聲…… 是皇帝的玩物發出的， 來自一件人-虎-風琴，皇帝最心愛的玩具』」。
法國詩人奧古斯特·巴比耶於1837年發表的詩作《蘇丹的玩物》中，詳細描述了蒂普之虎及其運作，並反思其象徵意義。美國現代主義詩人瑪麗安·摩爾在1967年的詩作《蒂普的老虎》中，也描繪了這一自動裝置的運作，儘管事實上其尾巴從未移動過。摩爾在詩中寫道：
異教徒奪取了蒂普的頭盔和胸甲
還有一件巨大的玩具——『一個奇特的自動裝置』
一隻老虎殺死了一個人；內部有風琴管
其發出的令人毛骨悚然的叫聲和非人類的呻吟聲融合在一起。
在老虎搖動它的尾巴，當那人揮動他的手臂時
畫家簡·巴萊特的作品《靈魂》（Die Seele），展示了一位天使在花園上空吹奏喇叭，而一隻老虎則在吞食一名穿制服的法國士兵。印度畫家M.F. 侯賽因於1986年以其獨特的風格繪製了《蒂普的老虎》，並將作品命名為《蒂普蘇丹的老虎》。
雕塑家德魯瓦·米斯特里在1986年創作了由玻璃纖維和塑料製成的雕塑《蒂普》。他在維多利亞與阿爾伯特博物館旁的皇家藝術學院求學期間，經常路過博物館內的蒂普之虎玻璃櫃。2004年，美國藝術家比爾·里德（Bill Reid）創作了雕塑《兔子吃太空人》，這是一件對蒂普之虎的幽默致敬作品，當兔子的尾巴被轉動時，兔子會發出「嘎吱嘎吱」的聲音，仿佛在進食。
坦尼婭·詹姆斯（Tanya James）於2023年出版的小說《掠奪》講述了一位來自邁索爾的年輕木雕師的故事。小說中，該木雕師參與了蒂普之虎的創作，並多年後前往英國東印度公司的一名上校位於鄉村的莊園尋找這隻老虎。這位上校在蒂普蘇丹去世後，從他的宮殿中帶走了這件寶物。

### 影像
- Video （页面存档备份，存于） of 大衛·丁布爾比（英语：David Dimbleby）示範演奏蒂普之虎的嚕聲和哀嚎聲。

## 外部連結
- 蒂普之虎在维多利亚和阿尔伯特博物馆的資料 （页面存档备份，存于）
- 維多利亞與艾爾伯特博物館網站上展示的蒂普之虎聲音和運動動畫
- Wiggins, Nick. . ABC (澳大利亞電視頻道). 22 November 2020  [2024-09-02]. （原始内容存档于2024-06-06）.
- Figurine depicting Mr Hugh Munro being mauled by a Bengal tiger, December 1792
- Art Detective Podcast, 17 Mar 2017 (Discussion by Janina Ramirez and Sona Datta of 皮博迪埃塞克斯博物館（英语：Peabody Essex Museum）)